# 6 Heures de Vallelunga

Autodromo Vallelunga

Les 6 Heures de Vallelunga sont une compétition automobile d'endurance organisée en Italie depuis 1973 au nord de Rome sur le circuit de Vallelunga (dirigé par l'Automobile Club d'Italia, ACI). Depuis 2011, l'épreuve a été renommée les « 6 Heures de Rome ».

## Histoire
La première édition de 1973 est intégrée au championnat du monde des voitures de sport (WSC), comme celles de 1976 à 1980 (soit six éditions au total).
En 2005, la longueur du circuit passe de 3 222 à 4 085 mètres.
L'évènement est organisé aujourd'hui par la société Peroni Promotion (en dehors de tout championnat depuis 2013) lors de deux week-ends de fin d'automne : une Coupe d'argent est d'abord disputée par les voitures de tourisme (Touring), puis une Coupe d'or, pour les voitures de Grand Tourisme et de Sport-prototypes, se déroule à la fin de la semaine suivante.
Les italiens Marco Cioci et Piergiuseppe Perazzini se sont imposés à six reprises chacun.

## Palmarès
| Année       | Date          | Vainqueur(s)                                               | Équipe                | Voiture                    | Championnat                                                                      |
| ----------- | ------------- | ---------------------------------------------------------- | --------------------- | -------------------------- | -------------------------------------------------------------------------------- |
| 1973        | 25 mars       | Henri Pescarolo Gérard Larrousse François Cevert           | Équipe Matra-Simca    | Matra Simca MS670B         | Championnat du monde des voitures de sport                                       |
| 1974 - 1975 | Non disputées | Non disputées                                              | Non disputées         | Non disputées              | Non disputées                                                                    |
| 1976        | 4 avril       | Jacky Ickx Jochen Mass                                     | Martini Racing        | Porsche 935                | Championnat du monde des voitures de sport (Trofeo Ignazio Giunti jusqu'en 1980) |
| 1977        | 23 octobre    | Luigi Moreschi « Dino »                                    | Scuderia Vesuvio      | Porsche 935                | Championnat du monde des voitures de sport                                       |
| 1978        | 3 septembre   | Henri Pescarolo Bob Wollek                                 | Porsche Kremer Racing | Porsche 935/77A            | Championnat du monde des voitures de sport                                       |
| 1979        | 16 septembre  | Giorgio Francia Lella Lombardi                             | Enzo Osella           | Osella PA7-BMW             | Championnat du monde des voitures de sport                                       |
| 1980        | 7 septembre   | Giorgio Francia Roberto Marazzi                            | Giorgio Francia       | Osella PA8-BMW             | Championnat du monde des voitures de sport                                       |
| 1981 - 1990 | Non disputées | Non disputées                                              | Non disputées         | Non disputées              | Non disputées                                                                    |
| 1991        | 17 novembre   | Daniele Gasparri Maurizio Micangeli Carlo Pietromarchi     | ?                     | BMW 635 CSi                | -                                                                                |
| 1992        | 15 novembre   | Roberto Ragazzi Luigi Taverna Jürgen Weiss                 | Veneto Sport Team     | BMW M3                     | -                                                                                |
| 1993        | 21 novembre   | Alexander Burgstaller Altfrid Heger                        | ?                     | BMW M3 GTR                 | -                                                                                |
| 1994        | 31 octobre    | Luciano della Noce Anders Olofsson                         | Strandell Totip       | Ferrari F40 GTE            | -                                                                                |
| 1995        | 19 novembre   | Luciano della Noce Anders Olofsson                         | Ennea Racing          | Ferrari F40 GTE            | Campionato Italiano GT                                                           |
| 1996        | 17 novembre   | Luciano della Noce Mimmo Schiattarella                     | Euro Racing           | Ferrari F40 GTE            | -                                                                                |
| 1997        | 16 novembre   | Thomas Bscher John Nielsen                                 | GTC Competition       | McLaren F1 GTR             | Challenge Endurance Italia                                                       |
| 1998        | 15 novembre   | Fabio Mancini Denny Zardo                                  | Tampolli Racing       | Tampolli RTA98-Alfa Romeo  | Challenge Endurance Italia                                                       |
| 1999        | 21 novembre   | Denny Zardo Angelo Lancelotti                              | Denny Zardo           | Tampolli RTA98-Alfa Romeo  | Italian Challenge                                                                |
| 2000        | 12 novembre   | Denny Zardo Angelo Lancelotti                              | Tampolli Engineering  | Tampolli RTA98-Alfa Romeo  | -                                                                                |
| 2001        | 11 novembre   | Massimo Saccomanno Ernesto Saccomanno                      | Audisio & Benvenuto   | Lucchini-Alfa Romeo        | -                                                                                |
| 2002        | 10 novembre   | Gianmaria Bruni Michele Rugolo Leonardo Maddalena          | Automotive Durango    | GMS Durango 01-Judd        | -                                                                                |
| 2003        | 9 novembre    | Filippo Vita Luigi de Luca                                 | Team Siliprandi       | Lucchini-Alfa Romeo        | -                                                                                |
| 2004        | 13 novembre   | Stefano Zonca Angelo Lancelotti                            | Lister Racing         | Lister Storm LMP-Chevrolet | -                                                                                |
| 2005        | 13 novembre   | Davide Mastracci Leonardo Maddalena Michele Rugolo         | Racing Box            | Maserati MC12 GT1          | -                                                                                |
| 2006        | 19 novembre   | Pedro Lamy Marco Cioci Piergiuseppe Perazzini              | Racing Box            | Maserati MC12 GT1          | -                                                                                |
| 2007        | 18 novembre   | Franco Ghiotto Marco Didaio Davide Uboldi                  | WRC                   | Norma M20-BMW              | -                                                                                |
| 2008        | 22 novembre   | Marco Cioci Piergiuseppe Perazzini Maurizio Mediani        | Advanced Engineering  | Ferrari F430 GTC           | -                                                                                |
| 2009        | 22 novembre   | Thomas Biagi Filippo Francioni Edoardo Piscopo             | Racing Box            | Lola B08/80-Judd           | -                                                                                |
| 2010        | 21 novembre   | Alessandro Garofano Luca Rangoni Marco Mapelli             | AF Corse              | Ferrari F430 GTC           | -                                                                                |
| 2011        | 20 novembre   | Piergiuseppe Perazzini Gianmaria Bruni Marco Cioci         | AF Corse              | Ferrari 458 Italia GT2     | Endurance Champions Cup                                                          |
| 2012        | 25 novembre   | Aleksandr Skryabin Alessandro Balzan Alessandro Pier Guidi | Estamotorsport        | Ferrari 458 Italia GT3     | Dunlop Endurance Champions Cup                                                   |
| 2013        | 17 novembre   | Andrea Bertolini Piergiuseppe Perazzini Marco Cioci        | AF Corse              | Ferrari 458 Italia GT2     | -                                                                                |
| 2014        | 16 novembre   | Giancarlo Fisichella Piergiuseppe Perazzini Marco Cioci    | AF Corse              | Ferrari 458 Italia GT2     | -                                                                                |
| 2015        | 15 novembre   | Ivan Bellarosa Guglielmo Belotti                           | Avelon Formula        | Wolf GB08-Honda            | -                                                                                |
| 2016        | 13 novembre   | Giorgio Mondini Andrea Dromedari Davide Uboldi             | EuroInternational     | Ligier JS P3               | -                                                                                |
| 2017        | 12 novembre   | Piergiuseppe Perazzini (6) Marco Cioci (6) Mikkel Jensen   | AF Corse              | Ligier JS P3               | -                                                                                |

Note : en 1978, 1979, et 1980, trois compétitions de six heures/1 000 kilomètres se déroulent annuellement en Italie pour le championnat mondial.

## Galerie

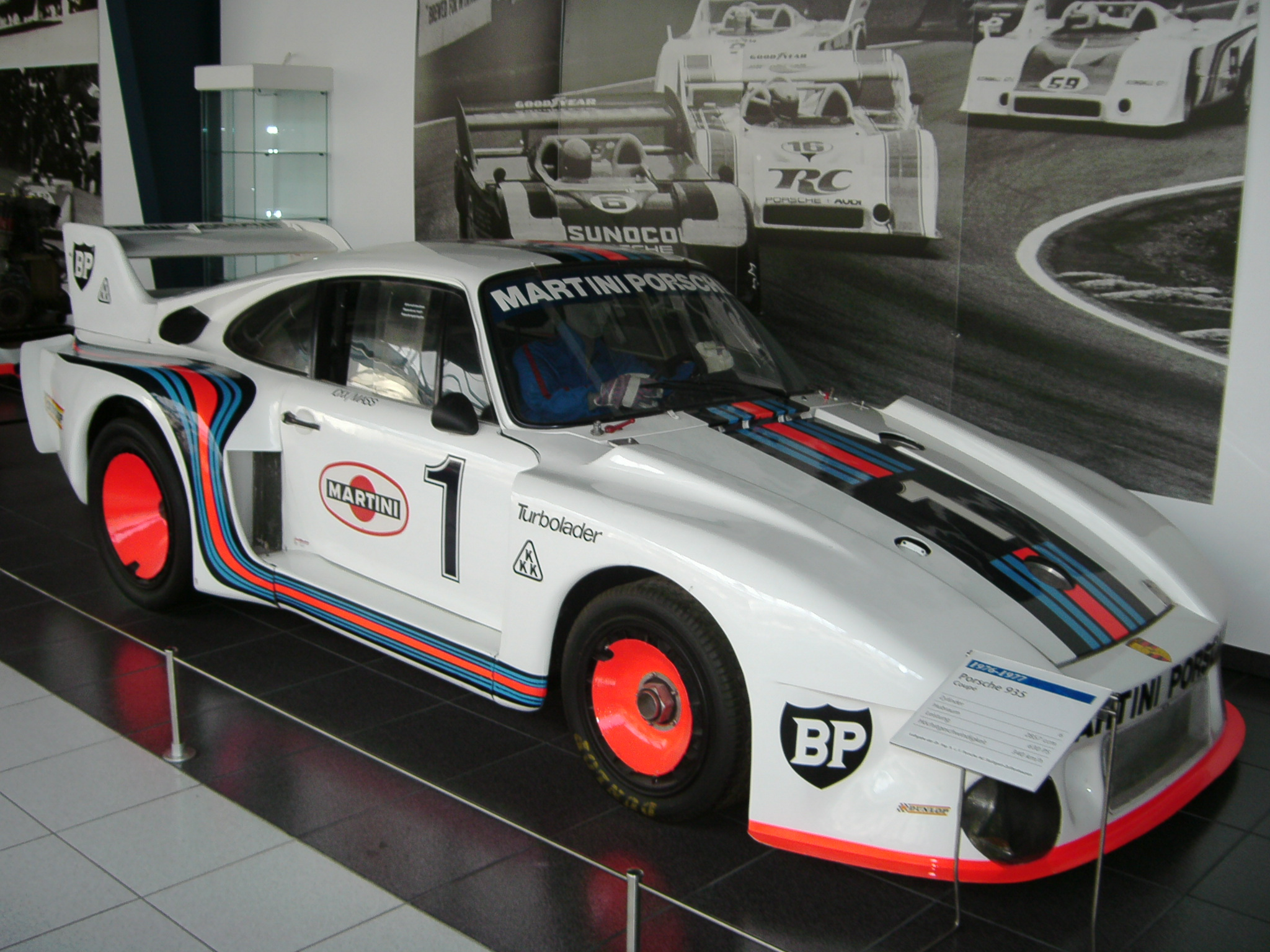
La Porsche 935 de Ickx et Mass, vainqueurs en 1976 (après un premier succès aux 6 Heures de Mugello).
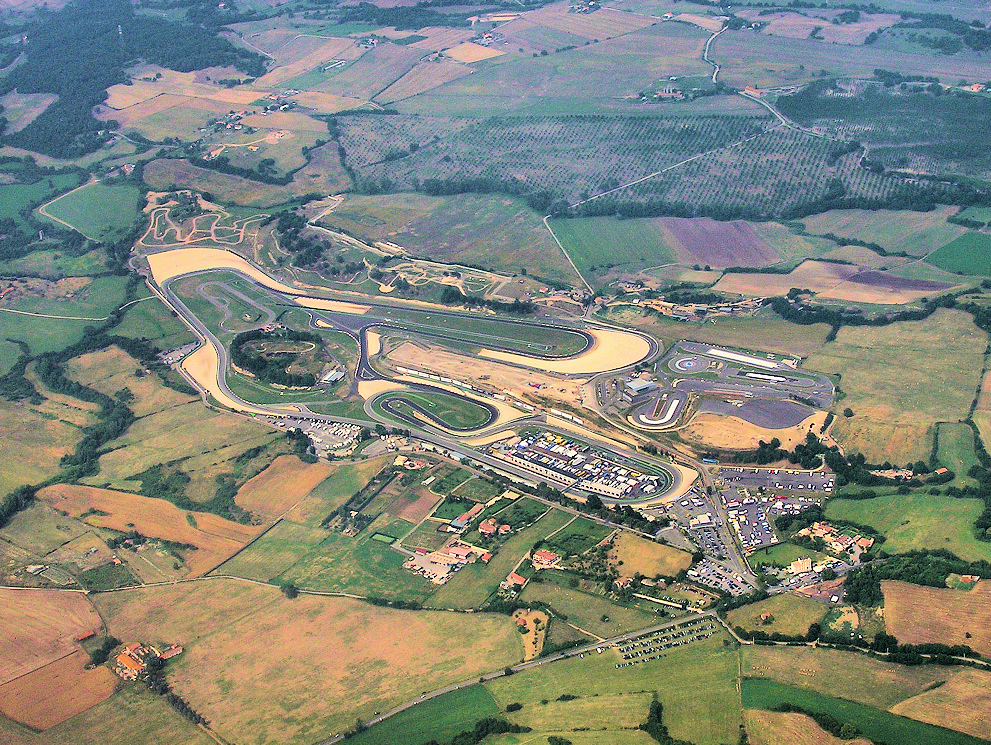
Vue aérienne du circuit de Vallelunga